# Dzieżka pomarańczowa

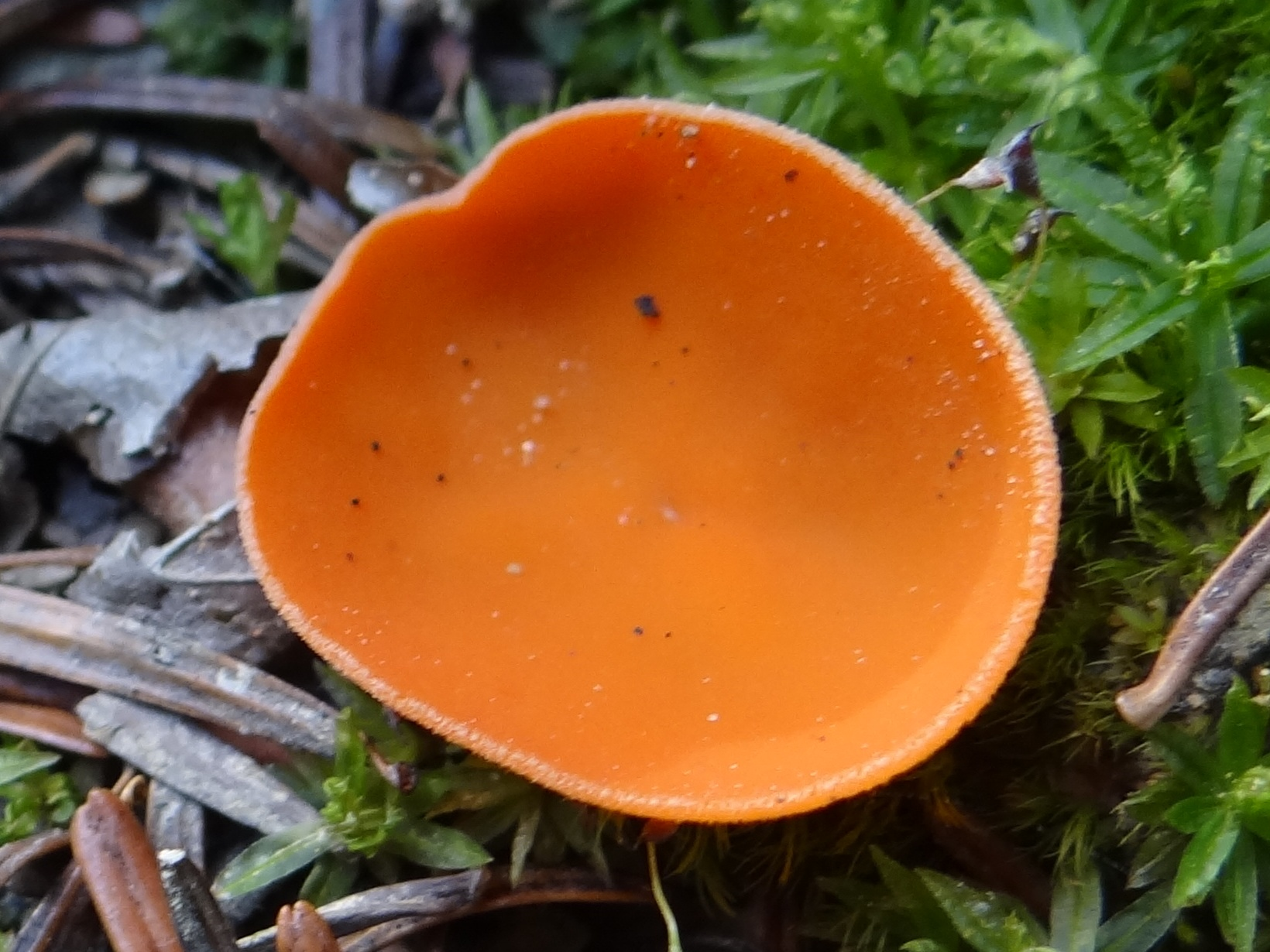
Pojedynczy owocnik

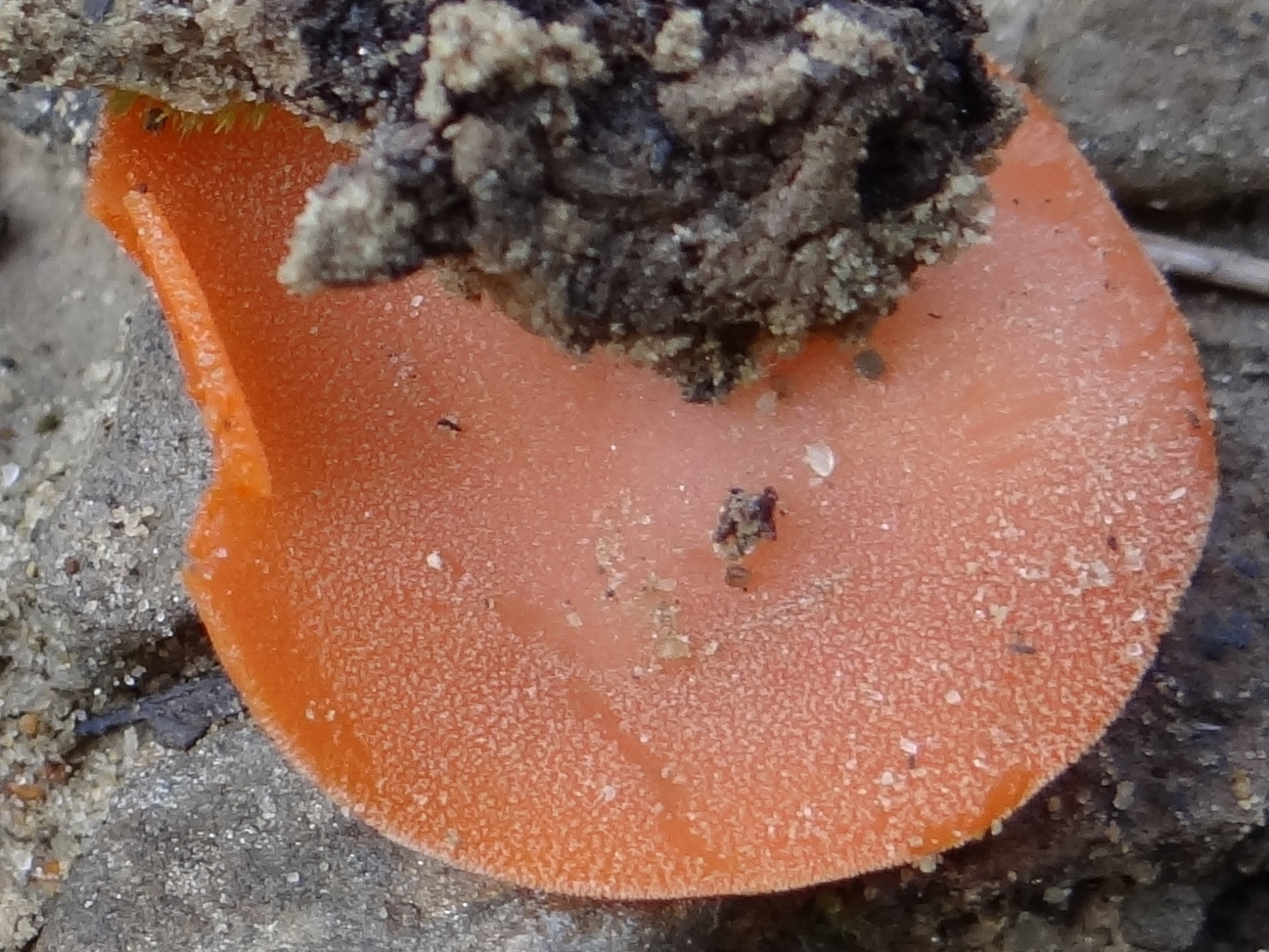
Zewnętrzna strona owocnika

Dzieżka pomarańczowa (Aleuria aurantia (Pers.) Fuckel) – gatunek grzybów z rodziny Pyronemataceae.

## Systematyka i nazewnictwo
Pozycja w klasyfikacji według Index Fungorum: Aleuria, Pyronemataceae, Pezizales, Pezizomycetidae, Pezizomycetes, Pezizomycotina, Ascomycota, Fungi.
Po raz pierwszy takson ten zdiagnozował w 1800 r. Christian Hendrik Persoon, nadając mu nazwę Peziza aurantia. Obecną, uznaną przez Index Fungorum nazwę nadał mu w 1870 r. Leopold Fuckel, przenosząc go do rodzaju Aleuria.
Niektóre synonimy nazwy naukowej:

- Helvella coccinea Bolton 1790
- Peziza aurantia Pers. 1800
- Peziza aurantia var. stipitata W. Phillips 1887
- Peziza coccinea Huds., Fl. Angl. 1778
- Scodellina aurantia (Pers.) Gray 1821

Nazwa polska według A. Chmiel.

## Morfologia
Owocnik
Średnica 2–10 cm. U młodych osobników niemal kulisty, później miskowaty o powyginanych brzegach, u starszych niemal płaski, okrągławy, płatowato powyginany i o pofalowanych brzegach. Trzonu brak. Wewnętrzna warstwa rodzajna, w której powstają zarodniki, jest gładka, w kolorze od żółtoczerwonego przez pomarańczowy do cynobrązowoczerwonego, strona zewnętrzna jest delikatnie aksamitna, w kolorze od białawego do blado żółtoochrowego.
Miąższ
Bardzo cienki, kruchy i wodnisty. Ma biało-siwy kolor, smak i zapach słaby, po rozdrobnieniu zapach jest przyjemny.
Zarodniki
Bezbarwne, podłużnie eliptyczne, pokryte siateczkowatą ornamentacją. Rozmiary: 16–24 × 8–12 μm.
Gatunki podobne
- czarka austriacka (Sarcoscypha austriaca) ma intensywniejszy kolor (szkarłatnoczerwony) i rośnie tylko wczesną wiosną[4].
- czarnorzęska szczecinkowata (Melastiza chateri) jest mniejsza i ma czarno nakrapiany brzeg owocnika[6].
- kielonka błyszcząca (Caloscypha fulgens) ma owocnik pomarańczowożółty, o szarym za młodu, później pomarańczowym wnętrzu miseczki, a na zewnątrz delikatnie ziarnistym. Wyrasta wczesną wiosną w górskich lasach iglastych[7].
- poduszeczka pomarańczowa (Pulvinula constellatio) ma owocniki krążkowate lub poduszeczkowate[5].

## Występowanie i siedlisko
Dzieżka pomarańczowa jest rozprzestrzeniona na całym świecie. Występuje na wszystkich kontynentach z wyjątkiem Antarktydy, ale jest na należących do Antarktyki wyspach Szetlandy Południowe i Orkady Południowe. Występuje także na wielu wyspach wszystkich oceanów. W Europie na północy występuje po Islandię i archipelag Svalbard i jest pospolita.
Naziemny grzyb saprotroficzny. Owocniki pojawiają się od późnego lata do jesieni, zazwyczaj grupowo, często bardzo licznie, na ziemi, głównie na otwartych, nasłonecznionych miejscach. Najczęściej rośnie na drogach leśnych i ich obrzeżach, w przykopach i rowach, na wypaleniskach (grzyb wypaleniskowy). Spotkać ją można zarówno w lesie i w zaroślach, jak w parku, na cmentarzu, w ogrodzie między trawami. Unika gleb wapiennych, preferuje natomiast gleby gliniaste i piaszczyste, często na przykład jest pierwszym organizmem, który pojawia się masowo na naniesionych po powodzi przez rzeki i potoki zwałach piasku i ziemi.

## Znaczenie
Grzyb jadalny, ale pozbawiony smaku. Bywa wykorzystywany do ozdabiania potraw.